# Pierre Crozat
Pierre Crozat (Tolosa, marzo 1661 – Parigi, 23 maggio 1740) è stato un funzionario e collezionista di opere d'arte, francese.

## Biografia

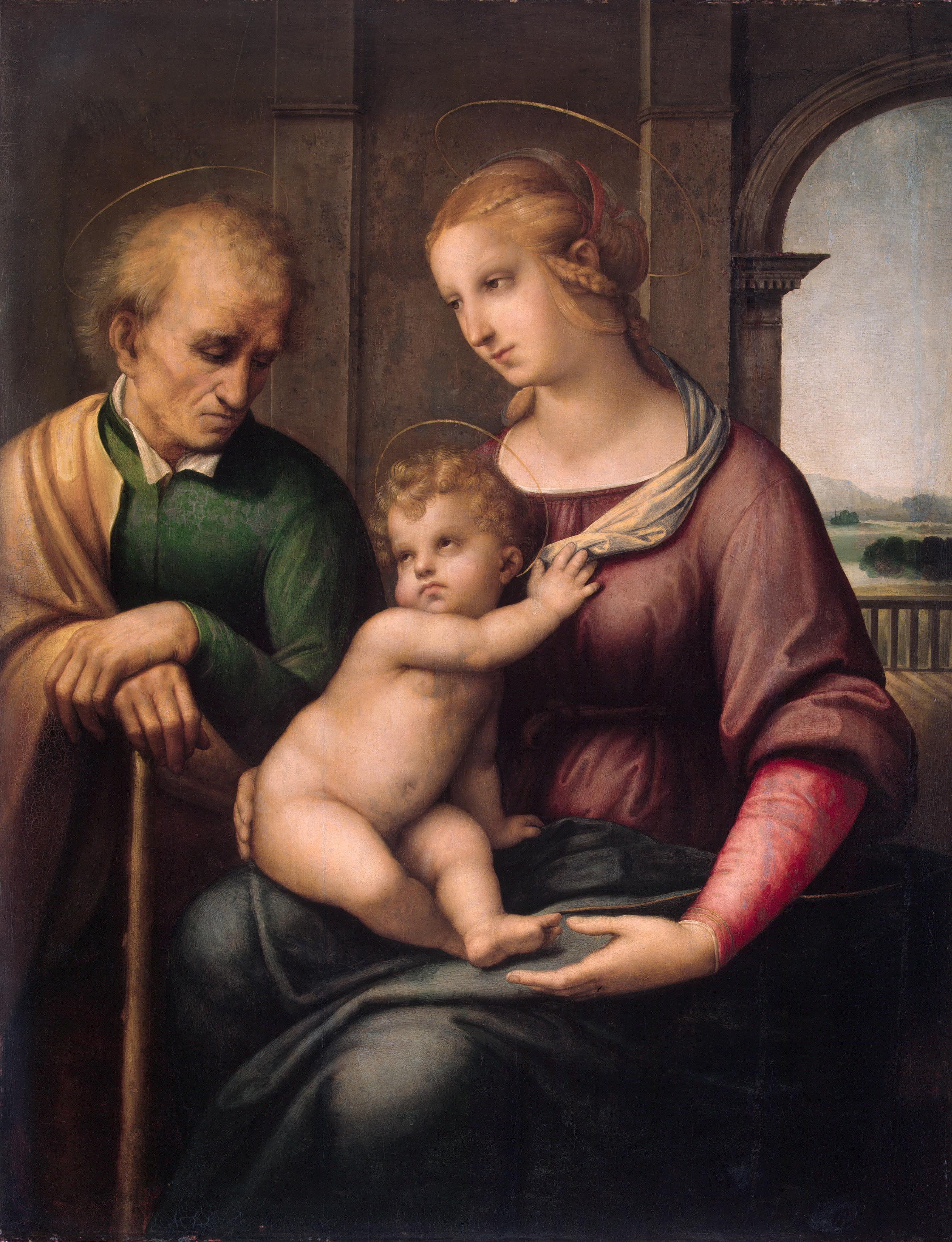
Raffaello, Sacra Famiglia con san Giuseppe imberbe (Hermitage, già collezione Crozat)

Figlio di Marc Antoine Crozat e Catherine de Saporta, Pierre Crozat, che è chiamato il povero, rispetto a suo fratello Antoine Crozat - uno dei fondatori dello Stato della Louisiana francese che è detto il ricco - è stato uno dei più famosi collezionisti francesi. Raccolse in particolare disegni di pittori italiani e fiamminghi. Dopo esser stato ministro della Finanze ed esattore delle tasse della Linguadoca, abbandonò la sua carica e all'inizio del Settecento si trasferì a Parigi, allo scopo di impiegare la sua fortuna ingente assecondando il suo raffinato istinto di collezionista. Nel 1702 acquistò una villa a Montmorency, già di proprietà di Charles Le Brun e che era rimasta disabitata dal 1690, anno della morte del pittore. Trasformò questa proprietà in un castello - più tardi distrutto - che divenne un punto essenziale di riferimento per artisti e per collezionisti.
Compì il suo primo viaggio in Italia nel 1714 e tornò a Parigi con importanti acquisti. Fino alla morte, nel 1740, egli mise insieme circa 19.000 disegni di maestri, oltre a circa 400 dipinti e altrettante sculture. Possedeva anche uno spiccato gusto per le porcellane e ne raccolse di cinesi e di giapponesi, ma a questa sua raccolta aggiunse - forse primo tra i grandi collezionisti - antiche maioliche di Faenza.
Fu amico e confidente di Rosalba Carriera e del pittore Antoine Watteau che fu a lungo suo ospite e che realizzò tele con scorci del parco di Montmorency. Nel 1704 Crozat acquistò una dimora a Parigi, ai numeri 91/93 di rue de Richelieu. Il pittore Charles de La Fosse ebbe il permesso di risiedervi, con tutta la sua famiglia.

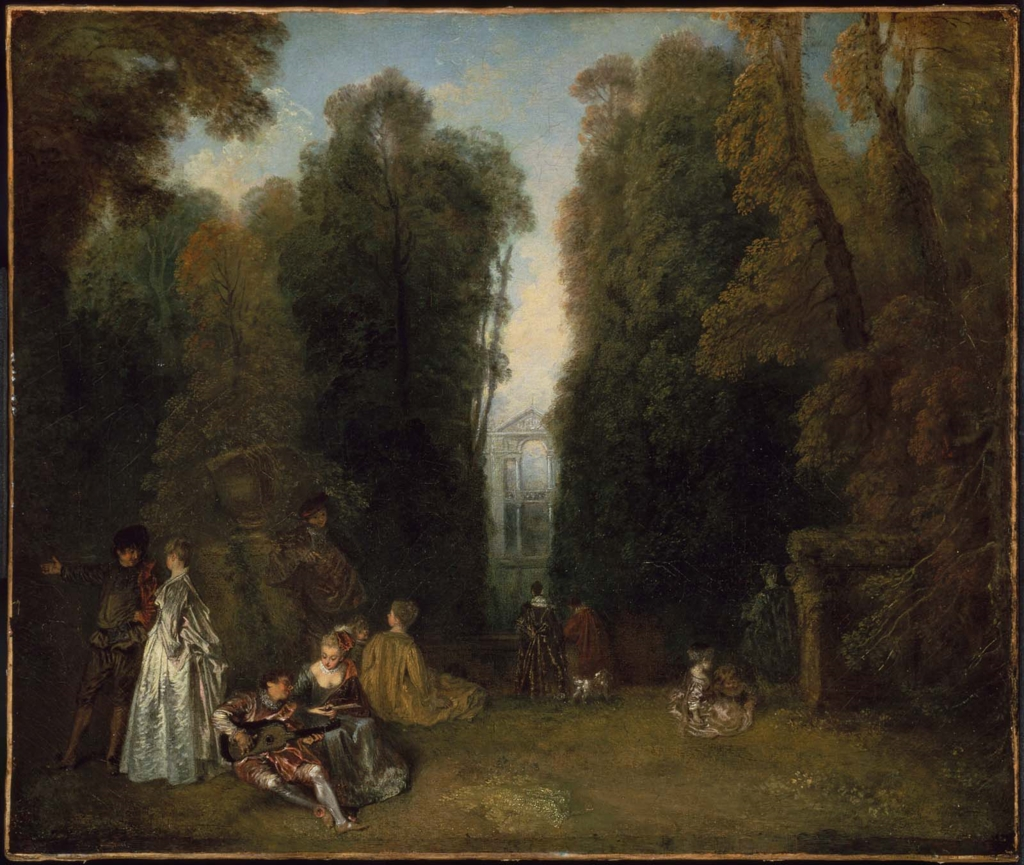
Antoine Watteau, Parco della villa Crozat

### Una serie di fortunate acquisizioni
Per aumentare la sua collezione, Crozat si serviva di compratori sul posto. Ad Anversa il suo agente era il pittore Cornelis van der Meulen che gli procurò disegni di Rubens; i suoi disegni di Giulio Romano derivavano invece dalla raccolta di Giorgio Vasari. Tra i suoi primi acquisti, due album di disegni dei fratelli Carracci, avuti dal pittore Pierre Mignard che li aveva ottenuti anni prima a Roma, durante il suo alunnato. Importanti pezzi, che provenivano dalle raccolte di Cristina di Svezia, gli furono ceduti dal duca di Orleans Filippo II, come compenso per la trattativa d'acquisto di un Correggio, di proprietà della famiglia Odescalchi. A Bologna Crozat aveva acquistato una serie di disegni di antichi maestri dal critico d'arte, il conte Carlo Cesare Malvasia; a Urbino, dai discendenti di Timoteo Viti, un compagno di bottega di Raffaello Sanzio, acquistò una importante serie di disegni raffaelleschi.

### Destino di una collezione
Pierre Crozat per testamento aveva disposto la vendita delle sue collezioni, il cui ricavato doveva essere dato in beneficenza. In realtà la maggior parte delle opere furono acquisite dai suoi tre nipoti, (figli di suo fratello Antoine): Louis François Crozat (deceduto nel 1750), Joseph-Antoine Crozat (deceduto nel 1750), e Louis Antoine Crozat (deceduto nel 1770). Ognuno di loro aumentò la propria collezione, tuttavia dispersa dopo la morte.
Nel 1741 Pierre-Jean Mariette preparò i cataloghi di vendita della collezione di dipinti, di incisioni e di oggetti d'antiquariato, appartenuti al defunto Pierre Crozat. Si tratta del primo catalogo ampiamente descrittivo di opere d'arte a noi noto. All'asta dei beni Crozat, Mariette acquistò disegni di maestri italiani, tra cui una serie di fogli provenienti dal Libro de' disegni di Giorgio Vasari e comprendenti opere del Parmigianino e di Michelangelo Buonarroti.
Louis-Antoine Crozat, con l'intermediazione di Denis Diderot, vendette gran parte della collezione in suo possesso a Caterina II di Russia: per questo motivo queste opere si trovano oggi al Museo dell'Ermitage.
Di un'opera a stampa grandiosa, dal titolo Recueil d'estampes, finanziata da Louis-Antoine Crozat e diretta da Mariette, iniziarono le pubblicazioni nel 1763, ma uscirono solamente i primi due volumi.

### I cataloghi di Mariette
- (FR) Pierre-Jean Mariette, Description sommaire des pierres gravees du cabinet de feu m. Crozat, Paris, chez Pierre-Jean Mariette, rue S. Jacques, aux Colonnes d'Hercules, 1741, SBN PARE067172.

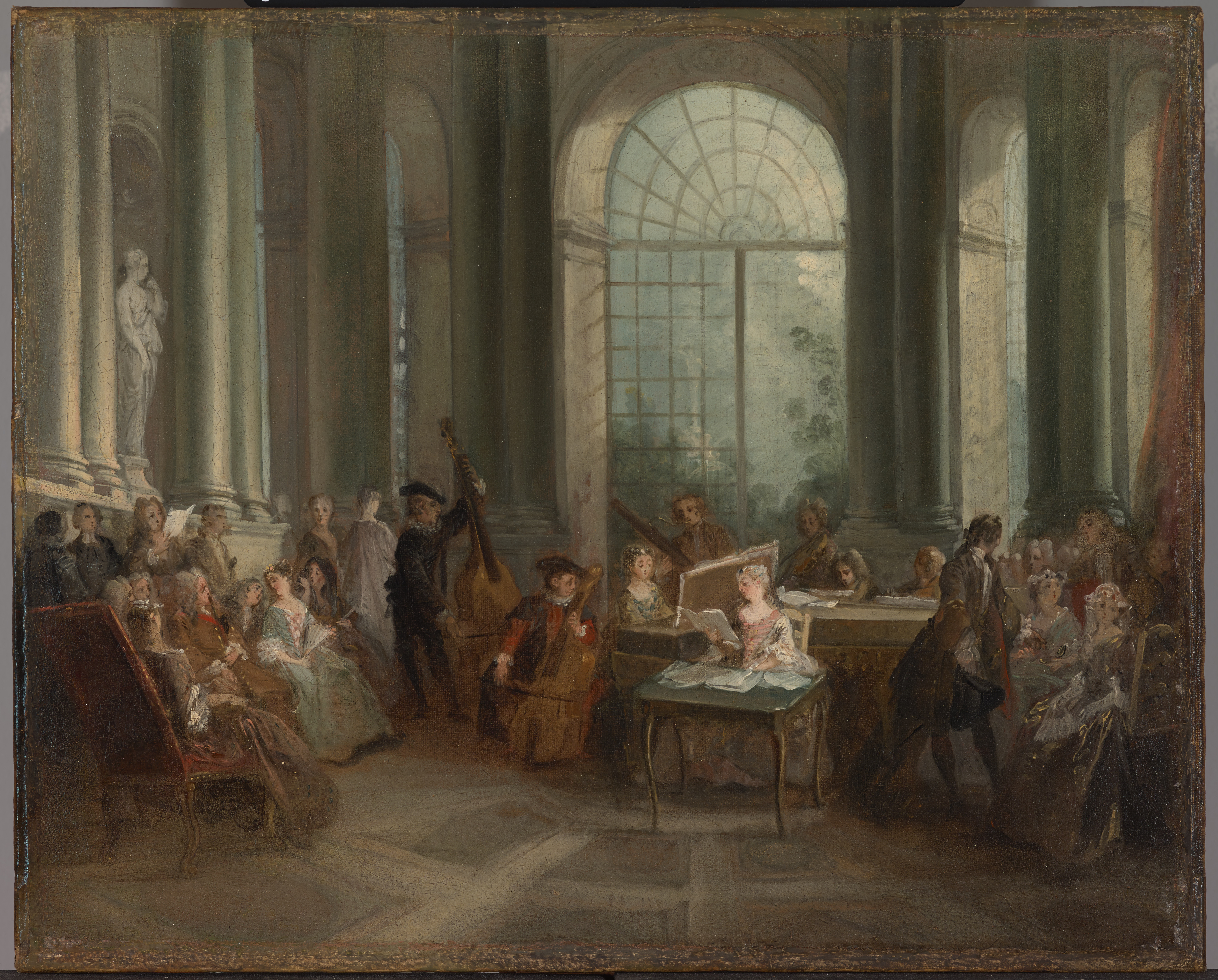
Nicolas Lancret, Concerto nel salone ovale del castello di Pierre Crozat a Montmorency, circa 1720 (Dallas Museum of Art)

- (FR) Pierre-Jean Mariette, Description sommaire des desseins des grands maistres d'Italie, des Pays-Bas et de France, du cabinet de feu m. Crozat. Avec des Reflexions sur la maniere de dessiner des principaux peintres, Paris, chez Pierre-Jean Mariette, rue S. Jacques, aux Colonnes d'Hercules, 1741, SBN PARE067166.

### Incisioni tratte da opere possedute da Crozat
- (FR) Anne Claude Philippe Tubières, Martyre de Saint Ange, carme / dessein de Pierre Testa, qui est dans le Cabinet de Mr. Crozat; gravé a l'eau forte par M.r le C. [...] de C. [...] et en bois sous sa conduite par Nicolas de Sueur, Paris, de l'Imprimerie Royale, 1729, SBN RML0357345. 1 stampa: acquaforte, xilografia; 41 × 25,5 cm.
- (FR) Edme Sebastien Jeaurat, Entrevuë de Jacob et Rachel: Tableau de Pierre Francois Mola, qui est dans le Cabinet de M.r Crozat, Paris, Imprimerie Royale, 1729, SBN RML0206544. 1 stampa: bulino; 44 × 54,5 cm.
- (FR) Anne Claude Philippe Tubières, S.t. François Xavier mourant / d'après le dessin de Louis Giminiani [sic!], qui est dans le cabinet de M.r Crozat; gravé a l'eau forte par M.r le C. de C. et en bois sous sa conduite par Nicolas de Sueur, Paris, de l'Imprimerie Royale, 1729, SBN RML0356728. 1 stampa: acquaforte, xilografia; 50,5 × 31 cm.